# Patrick Van Roosbroeck
Patrick Van Roosbroeck (Duffel, 20 de desembre de 1969) va ser un ciclista belga, que fou professional entre 1990 i el 1996.

## Palmarès
- 1990
  - 1r a la Omloop Het Nieuwsblad sub-23
  - 1r a la De Drie Zustersteden
- 1991
  - 1r a la Brussel·les-Ingooigem
- 1993
  - 1r a la Binche-Tournai-Binche
  - 1r a la Volta a Limburg
- 1994
  - 1r al Tour de Vendée